# Septennial Act
Septennial Act – ustawa brytyjskiego parlamentu z 1715 roku, która przedłużała czas urzędowania wybranego parlamentu z dotychczasowych trzech do siedmiu lat. Wniosek popierali chcący ugruntowania swej przewagi w Izbach Wigowie.

## literatura
- 'Book 1, Ch. 19: George I', A New History of London: Including Westminster and Southwark (1773), pp. 306-25. URL: http://www.british-history.ac.uk/report.asp?compid=46736. Date accessed: 20 November 2006.